# أحمد عمر هاشم
أحمد عمر هاشم (ولد 1360 هـ / 1941 م) عالم وداعية مصري، رئيس جامعة الأزهر، وأستاذ الحديث وعلومه بجامعة الأزهر، وعضو مجمع البحوث الإسلامية، وعضو مجلس الشعب المصري سابقًا.

## سيرته
ولد أحمد عمر هاشم بقرية بني عامر مركز الزقازيق بمحافظة الشرقية، في يوم الخميس 10 محرم 1360 هـ الموافق 6 فبراير 1941 م. تخرَّج في كلية أصول الدين جامعة الأزهر عام 1961. حصل على الإجازة العالمية عام 1967، ثم عُين معيداً بقسم الحديث بكلية أصول الدين، حصل على الماجستير في الحديث وعلومه عام 1969، ثم حصل على الدكتوراه في نفس تخصصه، وأصبح أستاذ الحديث وعلومه عام 1983، ثم عُين عميداً لكلية أصول الدين بالزقازيق عام 1987، وفي عام 1995 شغل منصب رئيس جامعة الأزهر.

## وظائفه
- عضو مجلس الشعب المصري مُعيّن بقرار من رئيس الجمهورية السابق حسني مبارك.
- عضو في المكتب السياسي للحزب الوطني الديمقراطي.[1]
- عضو مجلس الشورى المصري بالتعيين بقرار من رئيس الجمهورية السابق حسني مبارك.
- عضو مجلس أمناء اتحاد الإذاعة والتليفزيون.
- رئيس لجنة البرامج الدينية بالتليفزيون المصري.

## مؤلفاته
- الإسلام وبناء الشخصية.
- من هدى السنة النبوية.
- الشفاعة في ضوء الكتاب والسنة والرد على منكريها.
- التضامن في مواجهة التحديات.
- الإسلام والشباب.
- قصص السنة.
- القرآن وليلة القدر.